# 函館氷
函館氷（はこだてこおり）とは北海道函館市で作られていた天然氷のブランドである。五稜郭氷とも呼ぶ。

## 概要
五稜郭の濠へは亀田川から箱館龜田五稜郭御上水にて常に水が供給されていて飲むのに適していた。1869年（明治2年）、中川嘉兵衛が視察、有望と判断し、1870年（明治3年）に開拓使より濠1万7000坪、7年間の使用権を獲得、翌1871年（明治4年）結氷670トンを切り出しに成功し、イギリス、アメリカといった外国商船を利用し、横浜経由で東京永代橋の開拓使倉庫を貯氷庫にし、京浜市場で販売したのが始まりである。従来のアメリカのボストンからの輸入氷「ボストン氷」に対し品質面、価格面ですぐれており函館の特産品、宮内省御用達になったが、その裏では新池の開削費、運賃、販売競争、自然条件が重なり経営的には厳しかった。1890年（明治23年）に五稜郭外壕貸与規則が変更されて競争入札になったのをきっかけに亀田郡神山村字下川原（現・函館市神山1丁目14番地）に製氷池を設け、1891年（明治24年）、内国勧業博覧会で竜紋の賞牌を受け、「竜紋氷」とも知られるようにもなった。1896年（明治29年）に北原鉦太郎に事業を譲り、1940年（昭和15年）頃まで製造を続けた。
函館氷の成功を見て、日本の各地で天然氷の採取販売が盛んになったが、当時の保冷剤であるおが屑が品薄になって相場が高騰したり、不衛生な水で作られた氷が社会問題を起こした。

## 新しい製氷池
五稜郭の堀の貸与規則が変わったあと、神山村に新たに約900坪、4枚の製氷池を新設(現在の函能外職員駐車場)した。労働者は地元で確保したことから、村人は雪が降ると「ゼンコ降ってきた」と喜んだ。仕事がある時はラッパにて合図をした。一時間あたりの時給は8銭（当時）で農閑期の収入になった。